# Барастыр
Бара́стыр (буквально, «наделённый сильной властью») — в осетинской мифологии владыка загробного мира.

## Мифология
Без разрешения Барастыра никто не может попасть в загробный мир или выйти оттуда. По распоряжению Барастыра Аминон открывает ворота в страну мёртвых, а Барастыр отправляет людей в рай (Дзанат) или в ад (Зындон), в соответствии с их земными деяниями.
В известных случаях мертвец получает от Барастыра разрешение на побывку домой, но должен спешить вернуться в загробный мир до заката солнца, ибо после этого затворяются ворота царства мертвых и до утренней зари никто не может быть впущен. Поэтому осетины хоронят мёртвых до заката солнца, дабы покойнику не пришлось бродить у запертых ворот загробного царства вплоть до зари.
В нартском эпосе Барастыр отпускает на побывку домой Безымянного сына Урызмага на коне отца — Аласа, подковы которого приделаны задом наперёд, чтобы другие мертвецы не пошли за ним; но он должен вернуться в страну мёртвых до заката солнца, чтобы не остаться перед закрытыми воротами.